# 조지 컬러리스
조지 알렉산더 컬러리스(George Alexander Coulouris, 1903년 10월 1일 ~ 1989년 4월 25일)은 영국의 연극 배우이자 영화 배우이다. 영화 시민 케인, 누구를 위하여 종은 울리나, 라인의 감시, 잔 다르크, 아라베스크, 시계태엽 오렌지, 빠삐용, 오리엔트 특급 살인 등에 출연하였다.

## 브로드웨이 역할

### 배우
- 세인트 존 (희곡)
- 리처드 3세 (희곡)

## 영화 작품
- 올 디스 엔드 헤븐 투
- 시민 케인
- 이 땅은 나의 것
- 누구를 위하여 종은 울리나 (영화)
- 라인의 감시
- 미스터 스케핑튼
- 논 벗 더 론리 하트
- 송 투 리멤버
- 어 소던 양키
- 잔 다르크 (1948년 영화)
- 왕중왕 (1961년 영화)
- 아라베스크 (영화)
- 시계태엽 오렌지 (영화)
- 빠삐용 (1973년 영화)
- 오리엔트 특급 살인 (1974년 영화)